# Mac OS X v10.5

Mac OS X 10.5 este a șasea ediție a sistemului de operare Mac OS X produs de Apple pentru uz personal și server pentru computerele Macintosh. Acest sistem de operare poartă numele de cod de „Leopard”.

## Cerințe de sistem
- Procesor G4, G5 sau Intel (minim 867 MHz)
- Memorie operare minimă de 512 MB
- Spațiu pe disc minim de 9 GB

## Caracteristici noi sau schimbate
- Automator - Se poate utiliza o acțiune nouă numită "Watch Me Do" care vă permite să înregistrați o acțiune de utilizator (cum ar fi apăsarea unui buton de control sau o aplicație fără oferi sprijin încorporat în Automator) și reluarea ca un flux de lucru. Se pot crea fluxuri de lucru mult mai utile pentru fluxuri RSS, camera instantanee video iSight, manipularea PDF și altele.
- Boot Camp - Este un software care permite instalarea a altor sisteme de operare pe o partiție separată sau pe unitatea separată internă.
- Dashboard - Este o facilitate care permite transformarea paginilor web afișate în Safari într=un widget live.
- Dictionary - Permite căutarea pe Wikipedia ca sursă de informare suplimentară[1]
- Finder - Este reproiectat cu caracterstici similare cu iTunes 7.
- Front Row -A fost remodelat pentru a semăna cu interfața Apple TV.
- iCal - Include îmbunătățiri noi precum editarea de evenimente, partajarea materialelor de întâlniri într-un eveniment drop box și planificarea orară de grup.[2]
- iChat - În afară de iChat Theater a beneficiat de un mananger pentru partajarea fișierelor și ferestre de chat persistente.[2]
- Mail - Se pot adauga feed-uri RSS, Stationery și note.
- Parental control - include posibilitatea de a restricționa intenetul și se pot seta cu ajutorul configurării de la distanță.
- Photo Booth - Permite înregistrarea video în timp real cu filtre de albastru/verde.
- Podcast Capture - Aplicația permite utilizatorilor să înregistreze și să distribui podcast-uri.
- Preview - Suportă adnotarea, grafica, extragerea, căutarea, marcarea, instant Alpha și instrumente de ajustare a dimensiunii.
- Quick Look - Este un cadru care permite vizualizarea documentelor fără deschiderea cu o aplicație externă și se poate vizualiza în ecran complet.
- Safari 3 - Include clipuri video.
- Spaces - Înseamnă că aveți mai multe spații de lucru. Puteți să creați un spațiu pentru citirea e-mailurilor și feed-urilor web, un alt pentru prelucrarea textelor și una finală pentru iTunes.[3]
- Spotlight - Spotlight sprijină logica booleană (AND,OR, NOT) și sprijină căutarea pe alte computere[4]
- Time Machine - Este un utilitar de backup automat care permite utilizatorului pentru a restaura fișierele care au fost șterse sau înlocuite cu o altă versiune a unui fișier.
- Universal Access - Oferă îmbunătățiri semnificative în aplicații, VoiceOver odată cu sporirea sprijinului pentru Braille, captură închisă și o calitate nouă pentru sinteza vocii.

## Istoric Versiuni
| Versiunea | Build-ul | Data aparitiei     | Notite                                                                                     |
| --------- | -------- | ------------------ | ------------------------------------------------------------------------------------------ |
| 10.5.0    | 9A581    | 26 octombrie 2007  | Valabil pe DVD oferit de Apple                                                             |
| 10.5.1    | 9B18     | 15 noiembrie 2007  | Pagina download Apple; de asemenea valabil pe cel de-al doilea DVD retail oferit de Apple  |
| 10.5.2    | 9C31     | 11 februarie 2008  | Pagina download Apple                                                                      |
| 10.5.3    | 9D34     | 28 mai 2008        | Pagina download Apple                                                                      |
| 10.5.4    | 9E17     | 30 iunie 2008      | Pagina download Apple; de asemenea valabil pe cel de-al treilea DVD retail oferit de Apple |
| 10.5.5    | 9F33     | 15 septembrie 2008 | Pagina download Apple                                                                      |
| 10.5.6    | 9G55     | 15 decembrie 2008  | Pagina download Apple                                                                      |
| 10.5.6    | 9G66     | 6 ianuarie 2009    | Valabil de pe cel de-al patrulea DVD reatil oferit de Apple(sau parte a Mac Box Set)       |
| 10.5.7    | 9J61     | 12 mai 2009        | Pagina download Apple                                                                      |